# Helvécia
Helvécia ist eine ungarische Großgemeinde im Komitat Bács-Kiskun im Kreis Kecskemét.

## Geschichte
In den 1890er Jahren hatten in Ungarn viele Weinbauern mit Reblausbefall zu kämpfen. Ganze Weinkulturen gingen wegen des Schädlings ein. Der Schweizer Pädagoge Heinrich Eduard Weber (ungarisch: Wéber Ede), der damals in Ungarn wohnte, erkannte jedoch, dass die Schädlinge sich in lockerem, sandigem Boden nicht wohlfühlten und dort nicht ausbreiteten. Auf der Suche nach einem geeigneten Ort für Weinbau stieß er auf ein sandiges Gelände nahe der Stadt Kecskemét. Die Stadtverwaltung und der Bürgermeister Péter Lestár unterstützten seinen Plan, dort Winzerfamilien anzusiedeln und Rebbau zu betreiben. So erlangte Weber von der Stadt Kecskemét 2000 Hektare Land.
Im Jahr 1892 siedelten sich auf dem Gelände 88 ungarische und 17 deutsche Winzerfamilien aus den Komitaten Zala und Veszprém an. Dieses Jahr wird als Gründerjahr bezeichnet. Aus Respekt vor dem Schweizer Weber nannten die Siedler den neuen Wohnort „Helvécia“ (Helvetia ist der lateinische Name der Schweiz). Noch vor der Jahrhundertwende eröffneten ein Lebensmittelgeschäft und eine Arztpraxis im Ort.
Zu Beginn des Ersten Weltkrieges lebten in Helvécia bereits 1300 Einwohner. Im Jahr 1949 wurde eine Straße nach Kecskemét gebaut, ein Jahr später folgte eine Schmalspurbahn. 1952 wurde der erste Grundwasserbrunnen eingeweiht. Der Anschluss an das Stromnetz erfolgte 1961.
Im Jahr 1970 wohnten in Helvécia bereits 4360 Einwohner. Bis zum Fall des eisernen Vorhangs im Jahr 1989 und dem damit verbundenen Systemwechsel waren ca. 1000 Bewohner Mitarbeiter in staatlichen Betrieben. Heute arbeitet der Großteil der erwerbstätigen Bewohner in der Landwirtschaft oder in Kleinbetrieben.

## Geographie
Helvécia grenzt an folgende Gemeinden:
| Ballószög   |                                             | Kecskemét |
| Ágasegyháza | Kompassrose, die auf Nachbargemeinden zeigt |           |
| Orgovány    | Jakabszállás                                |           |

Die Hauptstadt Budapest befindet sich in 85 km Entfernung.
Das Gemeindegebiet besteht hauptsächlich aus Ackerland. Die Großgemeinde Helvécia setzt sich zusammen aus der ursprünglichen Siedlung Helvécia-Ótelep und der Siedlung Szabó Sándor Lakótelep, die etwa 3 km nördlich davon liegt.

## Bevölkerung
| Jahr | Einwohner |
| ---- | --------- |
| 2020 | 4629      |
| 2019 | 4657      |
| 2018 | 4557      |
| 2017 | 4552      |
| 2016 | 4540      |
| 2015 | 4522      |
| 2014 | 4406      |
| 2013 | 4440      |
| 2012 | 4422      |
| 2011 | 4381      |
| 2010 | 4443      |
| 2000 | 3717      |
| 1990 | 3055      |

Im Jahr 2020 lebten in Helvécia 4629 Einwohner in 1738 Wohnungen.

### Nationalitäten
Den größten Anteil der Bevölkerung machen gemäß der Volkszählung im Jahr 2011 die Ungarn mit 90 % aus. Die größten Minderheiten sind mit einem Anteil von 1,2 % die Rumänen, gefolgt von 0,7 % Deutschen. 9,8 % haben keine Angaben gemacht bezüglich ihrer Nationalität.

### Konfessionen
Im Jahr 2011 waren von den Bewohnern 47,9 % römisch-katholisch, 9,1 % waren reformiert. 16,2 % bezeichnen sich als konfessionslos. Die Frage nach der Konfession wurde von 23,4 % der Befragten nicht beantwortet.

## Verkehr
Nahe bei Helvécia verlaufen die Autobahn M5 und die Hauptstraße 54. Von diesen Hauptverkehrsachsen und von Kecskemét aus ist Helvécia über zahlreiche Nebenstraßen erreichbar.
Bis 2007 wurde der Bahnhof in Helvécia von den Personenzügen auf der Bahnstrecke Fülöpszállás-Kecskemét mit der Kursbuchlinie 152 bedient. Seither ist auf der Linie nur noch Güterverkehr zugelassen. Das Gemeindegebiet wird deshalb über mehrere Buslinien mit der Umgebung erschlossen.

## Partnergemeinden
- Cârța[5]
- Sirnach[5][6]
- Vršac[5]
- Zatín[5]